# Kajmánek trpasličí
Kajmánek trpasličí (Paleosuchus palpebrosus, česky také kajman hladkočelý, kajman malý, kajman oboční, kajman trpasličí) je jeden z nejmenších druhů krokodýlů. V ČR jej chová Zoo Brno.

## Charakteristika druhu
Délka těla dosahuje 130–170 cm u samců a 120–140 cm u samic, váží přibližně 6–10 kg. Dožívá se až 40 let. Mláďata loví vodní měkkýše a hmyz, dospělci loví plazy, ptáky a savce; hlavním zdrojem potravy ale zůstávají ryby.
Vyskytuje se ve většině států Jižní Ameriky (Bolívie, Brazílie, Ekvádor, Francouzská Guyana, Guyana, Kolumbie, Paraguay, Peru, Surinam, Venezuela). Žije v říčních lesích, zaplavených lesích u jezer a poblíž rychlých toků řek a potoků. Pro svou malou velikost a výskyt (žijí na velkém a poměrně nepřístupném areálu) nejsou kajmánci trpasličí v porovnání s jinými příbuznými druhy natolik ohrožení lovem. Ve volné přírodě žije přes 10 milionů exemplářů.